# Chlamydopsis agilis
Chlamydopsis agilis är en skalbaggsart som beskrevs av Lea 1914. Chlamydopsis agilis ingår i släktet Chlamydopsis och familjen stumpbaggar. Inga underarter finns listade i Catalogue of Life.